# Borough of Wokingham
Wokingham er en selvstyrende kommune i Berkshire, England. Kommunen har navn efter administrationsbyen Wokingham.
Kommunen blev oprettet 1. april 1974, da to mindre kommuner blev lagt sammen.
Den 1. april 1998 blev grevskabsrådet i Berkshire nedlagt, og Wokingham fik status som en selvstyrende kommune.
51°24′39″N 0°50′05″V / 51.4108°N 0.8347°V